# أيلين فريش
أيلين فريش (بالألمانية: Aileen Frisch)‏ (هانغل: 아일린 프리슈) هي متسابقة على الجليد بمزلاجة كورية جنوبية وألمانية، ولدت في 25 أغسطس 1992 في ليباخ في ألمانيا.

## وصلات خارجية
- أيلين فريش على موقع FIL (الإنجليزية)
- أيلين فريش على موقع اللجنة الأولمبية الدولية (الإنجليزية)
- أيلين فريش على موقع أوليمبيديا (الإنجليزية)